# Pontinvrea
Pontinvrea (ligur nyelven O Pónte d'Invrêa) település Olaszországban, Liguria régióban, Savona megyében. Lakosainak száma 792 fő (2023. január 1.). Pontinvrea Albisola Superiore, Cairo Montenotte, Giusvalla, Mioglia, Stella és Sassello községekkel határos.

## Népesség
A település lakossága az elmúlt években az alábbi módon változott:
| Lakosok száma | 835  | 829  | 792  |
|               | 2017 | 2018 | 2023 |